# John M. Robertson
Pour les articles homonymes, voir John Robertson, MacKinnon et Robertson.
John Mackinnon Robertson, né le 14 novembre 1856 sur l'île d'Arran à Brodick et mort le 5 janvier 1933 à Londres, est un écrivain écossais, philosophe, érudit, autodidacte, journaliste, sociologue, homme politique, économiste, défenseur de la laïcité, de la thèse mythiste concernant le Christ et du rationalisme.

## Biographie

### Débuts

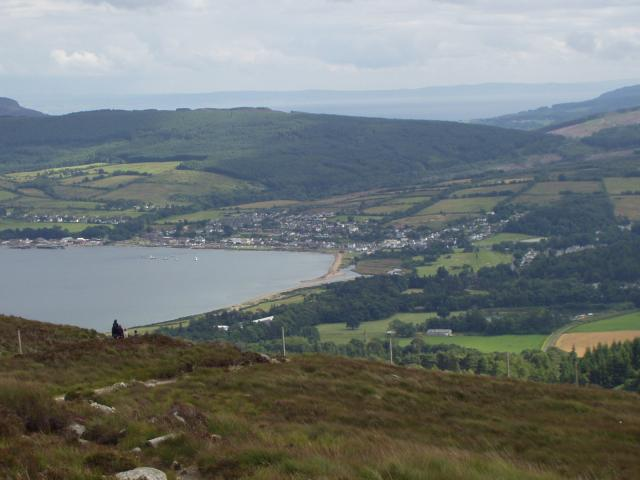
La baie de Brodick sur l'île d'Arran (Écosse).

John Mackinnon Robertson naît le 14 novembre 1856, à Brodick, sur l'île écossaise d'Arran. Très jeune, il s'installe, avec ses parents, à Stirling, à la frontière entre les Lowlands et les Highlands écossais. En 1869, il quitte l'école à l'âge de treize ans, car ses parents ne peuvent lui offrir une éducation supérieure. Robertson devient alors, pendant huit ans, employé de bureau, d'abord pour le télégraphe des chemins de fer, ensuite pour un bureau d'assurance. Ces emplois ne l'empêchent pas, grand autodidacte, d'être un lecteur vorace. Il a le projet de faire de la littérature et il se forme de façon autonome dans ce but. Bientôt, il acquiert une érudition qui a dû impressionner ses collègues employés. Afin d'élargir sa connaissance de la littérature européenne, il étudie assidûment les langues et en apprend six ou sept. À l'âge de quinze ans, il fait ce projet : « Il faut que je maîtrise l'espagnol, que je rentre dans le commerce du cuivre, que j'y fasse une fortune raisonnable en une vingtaine d'années et que je me retire alors pour me consacrer à mes livres. » En 1877, à l'âge de vingt-et-un ans, Robertson fait la connaissance du critique littéraire William Archer, qui devient son meilleur ami. Or, depuis 1875, William Archer était un des principaux rédacteurs des Edinburgh Evening News, un journal très radical dont le rédacteur en chef est alors un disciple du philosophe et sociologue Herbert Spencer. Archer, impressionné par les qualités intellectuelles de Robertson, le recommande pour devenir son successeur aux Evening News, lorsqu'il décide de s'installer à Londres en 1878.

### Un libre-penseur

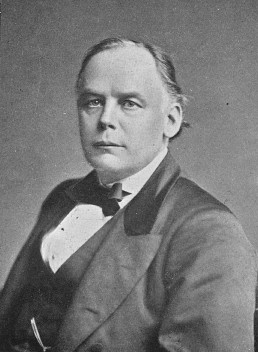
Charles Bradlaugh.

C'est ainsi que, la même année, Robertson rejoint, à Édimbourg (Écosse), l'équipe des Edinburgh Evening News, comme l'un des rédacteurs principaux,. Grâce à ses lectures et à sa propre réflexion, il adopte des opinions religieuses marquées par le scepticisme. Mais il devient libre-penseur accompli grâce à une conférence sur Giordano Bruno prononcée à Édimbourg, en septembre 1878, par Charles Bradlaugh, défenseur britannique de la libre-pensée et de la laïcité. Il se rapproche alors activement de l'Edinburg Secular Society, branche locale de la National Secular Society et devient leader d'un groupe de jeunes partisans dédiés à la défense de la laïcité. À partir de 1883, Robertson produit des contributions régulières pour le National Reformer, organe officiel de la National Secular Society dont Charles Bradlaugh est alors le rédacteur en chef.
À l'automne 1884, la libre-penseuse féministe et socialiste Annie Besant, alors la plus proche collaboratrice de Bradlaugh, convainc Robertson de s'installer à Londres (Angleterre) pour devenir rédacteur en chef adjoint du National Reformer. Roberston s'intègre alors rapidement aux cercles progressistes londoniens. Ami intime du dramaturge irlandais Bernard Shaw, il se rapproche un temps de la Fabian Society, mouvement intellectuel socialiste, mais, finalement, reste fidèle au type de libéralisme radical, au sens anglais, défendu par Charles Bradlaugh. En 1887, Robertson rédige un pamphlet, « Why Preserve the Monarchy » (« Pourquoi conserver la monarchie ») dans lequel il propose de supprimer la fonction royale, arguant qu'il s'agit d'une « grande machine à fabriquer des snobs et des flagorneurs ». Il écrit également des articles en forme de plaidoyer en faveur du contrôle des naissances. Robertson succède à Charles Bradlaugh, lorsque celui-ci meurt en 1891.
L'influence du Reformer a déjà commencé à décliner. Robertson poursuit la même politique éditoriale que Bradlaugh. Mais le nombre des abonnés diminue, laissant craindre la fin de la publication.
L'année 1892 est, pour Robertson, une année de changement : d'une part, il épouse, à l'âge de trente-six ans, une Américaine de l'Iowa dont il aura une fille; d'autre part, il se retire de l'exécutif de la National Secular Society, en désaccord avec l'utilisation des fonds alloués au mémorial de Charles Bradlaugh. En mai 1893, il quitte officiellement la Society, après que la Conférence Annuelle a approuvé la décision de l'exécutif, source du désaccord. Le 1er octobre de la même année, le National Reformer sort son dernier numéro. Robertson qui souhaite une revue de meilleure qualité, est déjà à la direction de la revue Free View qui paraît à Londres dès ce moment. Il y reste deux ans, jusqu'en septembre 1895, publiant les quatre premiers volumes et profitant de ce temps pour faire avancer les débats autour des thèmes progressistes, sociaux, politiques ou religieux délaissés, voire méprisés, par les opinions établies.
En 1897 et 1898, Robertson effectue une tournée de conférences très réussie aux États-Unis d'Amérique. Cette même année 1898, en compagnie de George William Foote, fondateur du journal The Freethinker, George Holyoake, l'inventeur du mot anglais secularism et Charles Watts, Robertson coopère avec Bernard Shaw, l'homme politique socialiste Henry Hyndman et d'autres partisans de la laïcité, dans un « Comité de défense de la presse libre » créé pour protester contre la poursuite de George Bedborough, secrétaire de la « Legitimation League ».
Cette ligue avait été fondée en 1893 à Leeds, dans le nord de l'Angleterre, afin de militer en faveur de l'égalité des droits des enfants illégitimes. Mais, en 1897, la ligue centrait de plus en plus son action sur la défense de l'amour libre et de l'abolition du mariage conventionnel. Une revue, The Adult, sous-titrée The Journal of Sex, avait été lancée en juin de cette année-là pour soutenir les thèmes de la liberté de la femme par rapport à son mari, du divorce par consentement mutuel, de l'éducation sexuelle des enfants. Bedborough était poursuivi, d'une part, pour avoir vendu un ouvrage du sexologue et médecin britannique Henry Havelock Ellis et d'autre part, parce qu'on soupçonnait la League de donner refuge à des anarchistes.
Finalement, et à la grande déception de son comité de défense, Bedborough plaide coupable, afin d'échapper à l'emprisonnement.
En 1899, Robertson se prononce en quatre points, dans The Reformer, contre la guerre : « 1. Je suis d'avis que la guerre entre nations civilisées n'est autre chose qu'un abus commis par la politique, étant donné l'état actuel de la science morale et sociale; a) (…). b) Est entreprise parce que de plus en plus elle favorise les intérêts des classes militaires professionnelles, ainsi que ceux d'une fraction des classes commerciales, qui fournit les matériaux de guerre. (…)3° La solution la plus évidente du problème serait le désarmement proportionnel (…). 4° a) Je pense qu'un comité international, (…) pourrait d'ici peu en venir à discuter des projets pratiques pour la solution de la question (…). b) Dans tous les pays, il importerait que les amis de la paix s'agitassent en vue d'obtenir qu'il soit donné dans les livres scolaires un enseignement rationnel sur la guerre, le patriotisme et la puissance militaire. Dans presque tous les pays, l'esprit dans lequel l'histoire est enseignée aux enfants est absolument barbare ».
En 1910, Robertson, fonde, avec Hypatia Bradlaugh Bonner, la fille de Charles Bradlaugh, la Rationalist Peace Society.
Son but est de : « protester contre les idées et les méthodes qui sont absolument opposées à la raison et aux intérêts du progrès social », dans un contexte de controverse croissante à propos de la guerre, juste avant la Première Guerre mondiale. Parallèlement, de 1910 à 1921, Robertson est président de la Rational Press Association. Robertson poursuit son action de libre-penseur en donnant des conférences, de 1899 à 1920, rémunéré par la South Place Ethical Society (en), organisation de libre-pensée. Il est président, une première fois en 1920, de la National Liberal Federation (en), union d'associations libérales anglaises et écossaises, puis de nouveau de 1921 à 1923. Robertson est également membre du Rainbow Circle, un important groupe de discussion radical, apparu en 1893, à Londres et composés de libéraux, de Fabiens et de socialistes.

### Un philosophe

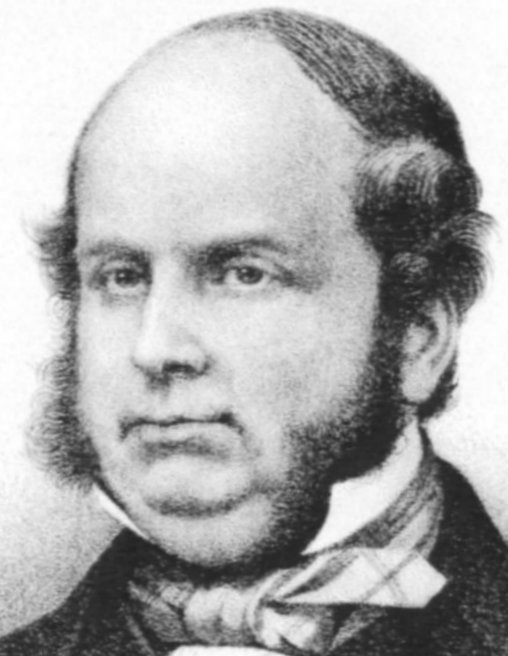
Henry Thomas Buckle, 1857

Du point de vue philosophique et sociologique, Robertson est influencé par l'historien britannique Henry Thomas Buckle à qui il consacre un ouvrage en 1895. À sa suite, Robertson pense que l'extension graduelle de la connaissance et de la raison peut participer à l'élaboration d'un monde meilleur. Selon lui, la découverte des lois de l'évolution par Charles Darwin constitue une des plus grandes contributions à la connaissance de son temps. La prise en compte de l'évolution pourra permettre, par son potentiel explicatif, de faire reculer les croyances religieuses. Darwin a prouvé, selon Robertson, le caractère « naturel » de l'évolution. Cette évolution peut et doit être stimulée mais jamais forcée.
Cela explique que Robertson ne peut adhérer aux idéologies révolutionnaires du socialisme et du marxisme, ou à la théorie de Thomas Carlyle selon laquelle la civilisation avance à coup de crises et de sursauts, sous l'influence de « grands hommes ». C'est dans cette optique que Robertson reste continuellement fidèle au credo libéral. 
Robertson a toujours défendu l'« évangile » de la cohérence. Pour lui, la cohérence dans le raisonnement est le test ultime de la vérité, la règle principale de la vie intellectuelle. Ainsi, il considère que les esprits trop religieux ne respectent pas la nécessaire cohérence intellectuelle : ils appliquent un certain nombre de règles intellectuelles à leur pensée religieuse et raisonnent tout autrement par ailleurs. Cela ne peut être, pour Robertson, qu'un empêchement grave au progrès de la société. 

### Un économiste
Selon Robert T. Nash et William P. Gramm, J. M. Robertson est un underconsumptionist (en), c'est-à-dire un partisan de la théorie selon laquelle les récessions et les stagnations économiques sont dues à une consommation insuffisante par rapport à la production. Il est un philosophe pré-keynésien qui a explicitement exposé, dès 1892, le « paradoxe de l'épargne », selon lequel « si une société tente d'épargner plus, sa dépense globale diminuera, entraînant l'équilibre et la production réelle à diminuer également. Lorsque la production et les revenus sont réduits, la société n'est pas en mesure d'épargner plus, tout juste une quantité équivalente (voire moindre) ». Ainsi, après avoir démontré que le chômage résulte, dans les sociétés riches, d'une tendance à l'épargne trop importante par rapport aux investissements, Robertson explique que : soit le principe de parcimonie est généralement abandonné, et la majorité de la population exige des biens et services de haute qualité, soit l'État ou les collectivités lancent d'importants travaux publics, ce qui a pour effet faire travailler de manière massive et de former une main d'œuvre sans expérience. Robertson s'est également opposé à la réduction de la dette publique, politique qui, selon lui, réduit la consommation et suscite du chômage. Enfin, Robertson, contrairement à l'économiste britannique, socialiste et réformateur, Sidney Webb, pense qu'un système de retraites encourage la consommation des travailleurs et évite ainsi la paralysie de la production, due à la diminution de la demande.

### Un homme politique

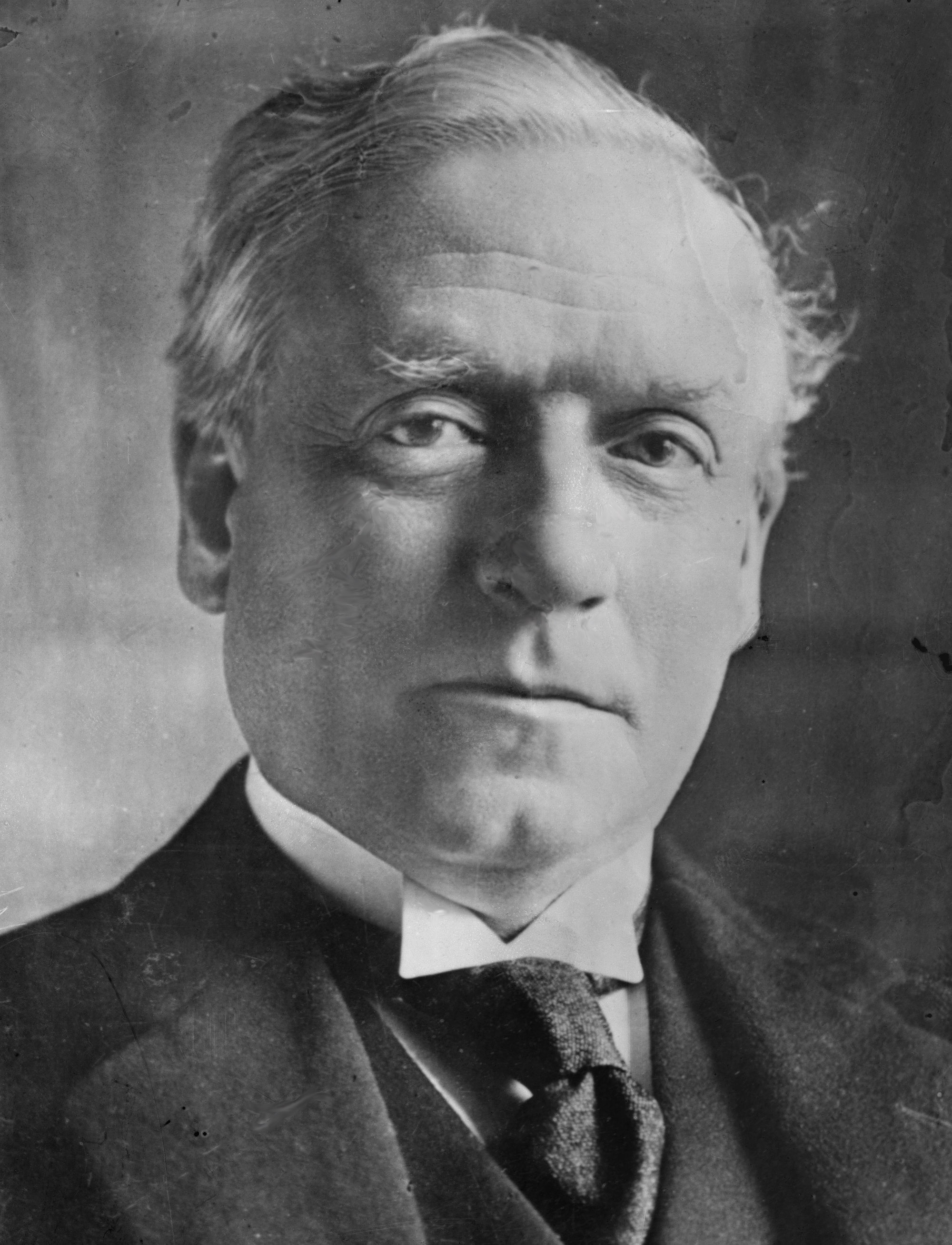
Herbert Henry Asquith

Devenu plus radical politiquement au cours des années 1880 et 1890, Robertson se présente au Parlement en 1895 sous l'étiquette de « libéral radical indépendant », mais sans parvenir à reprendre l'ancien siège de Charles Bradlaugh à Northampton. De 1906 à 1918, il représente Tyneside, agglomération du Nord-Est de l'Angleterre, comme député libéral au Parlement du Royaume-Uni,. Il est alors membre du National Liberal Club (en) fondé en 1882 afin de fournir tous les services qu'un club londonien peut offrir aux militants du Liberal Party dans le contexte britannique d'un électorat élargi. J.M. Robertson participe, du 25 octobre 1911 à 1915 au gouvernement libéral du Premier ministre britannique, Herbert Henry Asquith, en tant que Parliamentary Secretary to the Board of Trade (en). Robertson est, ainsi, le membre du Parlement chargé de seconder le Board of Trade et son Président.
Robertson, malgré son pacifisme précoce, et soutenu par Hypatia Bradlaugh Bonner, se prononce en faveur de la guerre, reconnaissant cependant que le Royaume-Uni et d'autres grandes puissances ont certainement commis des erreurs par action ou omission. Suivant cette ligne, Robertson et Bonner publient, en 1916, une déclaration au nom du Comité de la Rationalist Peace Society dans laquelle ils rejettent le pacifisme absolu, affirment que les « appels moraux » sont sans effet face aux « barbares impitoyables » et qu'il existe des guerres justes, notamment les guerres de défense et d'indépendance.
En août 1918, au cours des débats à la Chambre des communes, Robertson déclare catégoriquement qu'une paix quelconque n'est pas possible avant que le militarisme allemand ne soit abattu : « Le désarmement, général doit être la conséquence de la guerre, mais nous ne pouvons pas désarmer tant que nous n'obtiendrons pas le désarmement de l'Allemagne. La paix recommandée par lord Lansdowne n'aurait d'autre signification que de nous ramener au statu quo ante bellum, laissant l'Allemagne en mesure de continuer son organisation militaire, et tous les autres pays courbés sous le fardeau de la conscription. C'est précisément parce que j'ai été pacifiste pendant toute ma vie, que je dénonce la politique du pacifisme : le gouvernement allemand n'acceptera jamais le désarmement avant qu'il n y soit forcé ».

### Un critique du christianisme

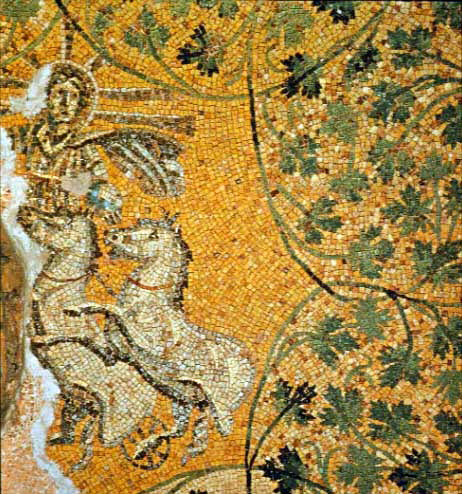
Le Christ comme Sol Invictus, le « Soleil Invaincu », IIIe siècle

Vers 1900, Robertson se met à étudier l'évolution des religions, particulièrement le christianisme, sous son aspect sociologique.
Il suppose qu'il existe une loi générale de l'évolution des religions. Seuls l'environnement et les circonstances sociales les rendent différentes. Les nouveaux dieux apparaissent, effacent les anciens et sont appelés généralement fils de leurs prédécesseurs. C'est le cas de la religion israélite : le polythéisme est toujours apparent sous le vernis du monothéisme.
À l'occasion, les divinités abandonnées refont surface, particulièrement sous l'influence de la culture hellénico-romaine. Josué ou Jésus, le successeur de Moïse dans l'Ancien Testament était, selon ce modèle, un dieu solaire éphraïmite antérieur, à qui l'on rendait un culte sous la forme de l'agneau (le bélier du zodiaque). La Pâque et la circoncision sont en relation avec ce dieu que l'on peut apparenter au Tammuz babylonien et à l'Adonis syrien. Le repas commun avec douze convives était un élément de son culte, comme c'est le cas dans le culte du dieu perse Mithra ou du dieu thraco-grec Dionysos.Plus en arrière encore, le vieux Josué était une divinité de la végétation. Il est appelé « nezer » ou « tsemach » dans l'Ancien Testament, c'est-à-dire le rameau, la branche. La secte des Nazôréens est nommée d'après lui. Chaque automne, Josué meurt, et chaque printemps, il ressuscite. Un vieille tradition perse l'appelle le « fils de Mirijam ». Lui est également liée la vieille tradition ascétique des Nazirites ou Naziréens. En tout cas, Josué-Jésus n'a rien à voir avec la ville de Nazareth; on l'aurait appelé le Nazaretéen. Saint Paul ne connaît pas ce Jésus mais la figure obscure d'un crucifié.
Concernant la formation de la secte, Robertson admet une possible influence de Jésus fils de Pandira, cité par le Talmud, un prédicateur juif hétérodoxe de l'époque d'Alexandre Jannée, qui a été lapidé en Asie Mineure la veille de la Pâque et possible fondateur de la secte des Esséniens. Mais le Jésus des Évangiles doit être regardé comme un mythe au sens de Robertson, c'est-à-dire au sens naturaliste.
Les Évangiles sont donc, plus ou moins, le prolongement d'un des nombreux cultes à mystères répandus dans le monde hellénistique, comme celui d'Osiris, Tammuz, Adonis, Attis ou Dionysos, en lien avec les sacrifices de l'automne et du printemps. On peut, par exemple, voir en Judas Iscariote le personnage incarnant le peuple juif dans un de ces drames théâtraux des cultes à mystères. Aux yeux du spectateur, et plus tard, du conteur, Judas devient «le» traître.
La masse existante des pièces de la Passion, jouées par les églises locales, montre à quelle point la représentation dramatique de la foi a été répandue et influente sur la façon populaire de comprendre la religion. Paul lui-même a dû être acteur d'une de ces représentations de pièces à mystères, si l'on considère l'affirmation selon laquelle il porte les marques du Christ.
Étant donné que tous les traits biographiques du Jésus des Évangiles correspondent à des éléments mythologiques, il est inutile de supposer un Jésus historique. Les dits de Jésus sont issus d'un mélange de doctrines juives et païennes. Cela vaut aussi pour le sermon sur la montagne qui est un composé d'aphorismes juifs mis dans la bouche du Christ.
Les Évangiles présentent plusieurs couches générationnelles. Pour Robertson, les mythes chrétiens se sont formés en lien avec le gnosticisme et les Évangiles ne sont que des écrits gnostiques. Peu importe leur ancienneté, ils ne sont que des mythes commandés par les évènements et la doctrine. Après leur déconstruction, il ne reste plus que la propagande paulinienne et un obscur Messie crucifié. 
Robertson trouve un de ses opposants en la personne de Frederick Cornwallis Conybeare (en), orientaliste britannique, professeur de théologie à l'Université d'Oxford et membre de l'University College, qui publie, en 1914, un ouvrage intitulé The Historical Christ afin d'apporter la contradiction à J. M. Robertson et Arthur Drews.

### Un critique littéraire

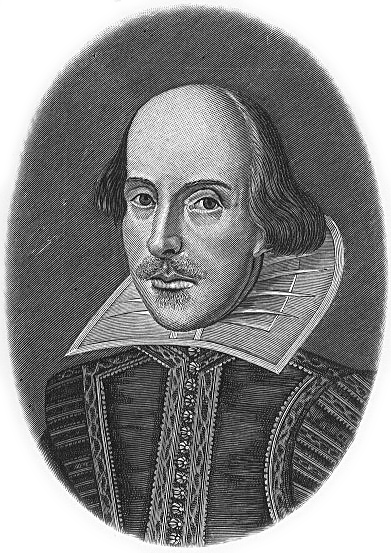
William Shakespeare

En littérature, J.M. Roberstson, est, concernant, Shakespeare l'avocat infatigable de l'école de la « désintégration », théorie nouvelle selon laquelle « Shakespeare n'aurait écrit qu'une partie de l'œuvre qui lui est traditionnellement attribuée, l'autre partie, la moitié environ, étant due à des dramaturges contemporains, et consistant en passages interpolés qu'il s'agit de distribuer à nouveau, de ré-attribuer à leurs auteurs respectifs. Il s'élève contre les « foliolâtres », c'est-à-dire contre ceux qui croient encore que le Folio de 1623 contient l'œuvre authentique du grand acteur-poète mort sept ans auparavant ». Selon Georges Connes, en ce domaine, « J. M. Robertson, qui vient de disparaître avant d'avoir, hélas ! achevé son Canon, est le type même de la free-lance, de l'amateur; les répertoires de l'avenir l'appelleront peut-être un polygraphe ». Cependant, selon Jacky L. Brammer, Thomas Stearns Eliot, le poète, dramaturge, et critique littéraire américain naturalisé britannique, reconnut que J. M. Robertson était, pour lui, une source d'inspiration et de matériaux pour sa propre méthodologie critique. « Les deux écrivains furent d'importantes figures dans les facteurs d'évolution de la théorie littéraire à l'égard de l'empirisme scientifique ».
D'autre part, selon Artur Maltby, J. M. Robertson, par son approche analytique du style littéraire et des maniérismes de Shakespeare, a contribué aux techniques de la science de l'information moderne. Il avait, notamment, de grandes capacités d'extraction de l'information associées à un apprentissage continu, tout au long de sa vie.

### Bilan d'une vie
J.M. Robertson meurt en 1933. Jacky L. Brammer dit de lui qu'il était un polymathe autodidacte. Il a lu, écrit et s'est exprimé avec passion dans de nombreux domaines : économie, journalisme, humanisme, rationalisme, progressisme, libéralisme, sociologie, religion, littérature. Il parlait six langues, a écrit plus de cent livres, mémoires ou lettres, et des milliers d'articles (Aucune bibliographie définitive de son œuvre n'existe encore). Robertson a consacré beaucoup de ses écrits à lutter contre le militarisme, le protectionnisme qu'il pensait lié à l'impérialisme, contre l'égoïsme des classes aisées qu'il identifiait avec le Torysme et contre toutes les croyances religieuses. Il n'a jamais été riche et s'est souvent approché de la pauvreté, mais il a réussi à constituer une bibliothèque de plus de 20000 volumes.

## Œuvres choisies
- (en) Christ and Krishna [« Le Christ et Krishna »], Freethought Publishing Company, Londres, 1889, [présentation en ligne (page consultée le 3 septembre 2010)]
- (en) Essays toward a Critical Method [« Essais pour une méthode critique »], T. F. Unwin, 1889, [présentation en ligne (page consultée le 2 septembre 2010)]
- (en) The Fallacy of Saving: A Study in Economics [« La tromperie de l'épargne: étude économique»], Swann Sonnenschein, Londres; Charles Scribners'sons, New York, 1892, [ouvrage complet (page consultée le 3 septembre 2010)]
- (en) Religious Systems of the World: A Contribution to the Study of Comparative Religion [« Les systèmes religieux du monde: contribution à l'étude en religion comparée »], Swan Sonnenschein, Londres, 1892, [présentation en ligne (page consultée le 3 septembre 2010)]
- (en) Buckle and His Critics: A Study in Sociology [« Buckle et ses critiques: étude sociologique »], Swan Sonnenschein, Londres, 1895, 565 p., [présentation en ligne (page consultée le 4 septembre 2010)]
- (en) New Essays toward a Critical Method [« Nouveaux essais pour une méthode critique »], Bodley Head, Londres, 1897, [présentation en ligne (page consultée le 2 septembre 2010)]
- (en) The Dynamics of Religion: An Essay in English Culture History [« Les dynamiques de la religion : essai sur l'histoire de la culture anglaise»], Watts, London, 1897; 2e éd., 1926, [présentation en ligne (page consultée le 3 septembre 2010)]
- (en) The Saxon and the Celt: A Study in Sociology [« Le Saxon et le Celte: étude de sociologie »], University Press, Londres, 1897, [extraits en ligne (page consultée le 5 septembre 2010)]
- (en) Miscellanies [« Variétés »], A. & H.B. Bonner, Londres, 1898, [texte complet (page consultée le 2 septembre 2010)]
- (en) Short History of Freethought, Ancient and Modern [« Petite histoire de la libre pensée, antique et moderne »], Swann Sonnenschein, Londres, 1899; 2e éd., 2 vol. , Watts, Londres, 1906; 3e éd. 1914; 4e éd. 1915; 5e édition as A History of Freethought Ancient and Modern, to the Period of the French Revolution [« Histoire de la libre pensée, antique et moderne jusqu'à la période de la Révolution française»], , 2 vol. , Watts, Londres, 1936, avec une bibliographie des œuvres diverses contributions de Robertson; Dawsons, 1969, [présentation en ligne du vol.  1 (page consultée le 2 septembre 2010)], [présentation en ligne du vol.  1 (page consultée le 2 septembre 2010)]
- (en) Studies in Religious Fallacy [« Étude de la tromperie religieuse »], Watts, Londres, 1900, [texte complet (page consultée le 3 septembre 2010)]
- (en) Christianity and Mythology [« Christianisme et mythologie »], Watts, Londres, 1900, [présentation en ligne (page consultée le 2 septembre 2010)]
- (en) A Short History of Christianity [« Petite histoire du christianisme »], Watts, Londres, 1902, [présentation en ligne (page consultée le 2 septembre 2010)]
- (en) Letters on Reasoning [« Lettres sur le raisonnement »], Watts, Londres, 1902, [présentation en ligne (page consultée le 2 septembre 2010)]
- (en) Pagan Christs: Studies in Comparative Hierology [« Les Christs païens: études en hiérologie comparée »], Watts, Londres, 1903; 2e éd., 1911/Dorset Press, New York, et (1966?), [texte complet en ligne (page consultée le 2 septembre 2010)]
- (en) The Evolution of States: An Introduction to English Politics [« L'évolution des États : introduction à la politique anglaise »], Watts, Londres, 1912, [présentation en ligne (page consultée le 5 septembre 2010)]
- (en) Avec Edward Westermarck, Norman Angell, Essays towards peace [« Essais en faveur de la paix »], Watts, Londres, 1913, [présentation en ligne (page consultée le 2 septembre 2010)]
- (en) The historical Jesus [« Le Jésus historique »], Watts, Londres, 1916, [lire en ligne (page consultée le 2 septembre 2010)]
- (en) The Germans. I. The Teutonic gospel of race. II. The old Germany and the new [« Les Allemands. I. L'évangile teuton de la race. II. La vieille Allemagne et la nouvelle »], Williams and Norgate, Londres, 1916 [lire en ligne (page consultée le 5 septembre 2010)]
- (en) The Jesus problem: A Restatement of the Myth Theory [« Le problème de Jésus: reconsidération de la théorie du mythe »], Watts, Londres, 1917 [présentation en ligne (page consultée le 2 septembre 2010)]
- (en) Britain versus Germany. An Open Letter to Professor Eduard Meyer, Ph.D., LL.D., of the University of Berlin [« La Grande-Bretagne contre l'Allemagne. Lettre ouverte au professeur Eduar Meyer, Ph.D., LL.D., de l'Université de Berlin »], Watts, T. Fisher Unwin LTD., Londres : Adelphi Terrace, 1917 [texte complet en ligne (page consultée le 2 septembre 2010)]
- (en) A short history of Morals [« Petite histoire des morales »], Watts, Londres, 1920 [présentation en ligne (page consultée le 2 septembre 2010)]
- (en) The Shakespeare Canon [« Le canon de Shakespeare »], G. Routledge, Londres, 1922, [ouvrage complet (page consultée le 2 septembre 2010)]
- (en) Jesus and Judas : a textual and historical investigation [« Jésus et Juda : enquête textuelle et historique »], Watts, Londres, 1927, [présentation en ligne (page consultée le 2 septembre 2010)]
- (en) Modern humanists reconsidered [« Reconsidérer les humanistes modernes »], Watts, Londres, 1927, [texte complet en ligne (page consultée le 2 septembre 2010)]
- (en) The political economy of free trade [« L'économie politique du libre marché »], P. S. King & Son, ltd, Londres, 1928, [présentation en ligne (page consultée le 2 septembre 2010)]
- (en) A History of Freethought in the Nineteenth Century [« Histoire de la libre pensée au dix-neuvième siècle »], Watts, Londres, 1929, 2 vol. , [présentation en ligne du vol.  2 (page consultée le 2 septembre 2010)]